# Valentina Furlanetto
Valentina Furlanetto (Montebelluna, 14 aprile 1972) è una giornalista, conduttrice radiofonica e scrittrice italiana.
Lavora a Radio 24 e collabora con testate come Il Sole 24 Ore e Il Foglio. Ha scritto diversi libri di inchiesta su temi sociali e economici, tra cui L’industria della carità e Noi schiavisti.

## Biografia
Dopo aver conseguito la laurea in Lettere presso l'Università Ca' Foscari di Venezia, ha deciso di approfondire la sua preparazione nel settore giornalistico frequentando la Scuola di Giornalismo di Urbino. I suoi primi passi nel mondo del giornalismo l'hanno vista collaborare con la redazione online di Affari e Finanza di Repubblica, dove si è occupata di economia e finanza. Questa esperienza le ha permesso di acquisire una conoscenza approfondita delle dinamiche economiche e dei mercati, competenze che si sarebbero rivelate fondamentali per la sua carriera futura.
Nel 2002 entra a far parte della redazione di Radio 24 – Il Sole 24 Ore, una delle principali emittenti italiane di informazione economica e attualità. Nel corso degli anni ha condotto diversi programmi radiofonici, tra cui Senza fini di lucro, dedicato al mondo del terzo settore e alle organizzazioni no-profit, Ascolto gli altri, incentrato sulle storie di persone e comunità spesso dimenticate dai media mainstream, Indovina chi viene a cena, un programma che analizza il fenomeno dell’immigrazione attraverso testimonianze dirette e approfondimenti e I Figli di Enea, dedicato alle esperienze di cittadini di origine straniera che si sono integrati nella società italiana.
Per il sole 24 ore ha realizzato reportage e inchieste dai principali punti di crisi internazionali, tra cui Zaatari e Azrak (Giordania), Malta, Idomeni (Grecia), Ungheria, Mineo (Catania), Bardonecchia e Lampedusa.
Oltre alla sua attività giornalistica, Valentina Furlanetto ha pubblicato diversi libri di inchiesta su temi sociali ed economici. Tra le sue opere più significative figurano Si fa presto a dire madre (Melampo), in cui esplora il ruolo della maternità nella società contemporanea, L’industria della carità, un'indagine sulle dinamiche economiche delle organizzazioni benefiche e del terzo settore e Prima che gridino le pietre, scritto in collaborazione con Alex Zanotelli, in cui vengono analizzate le disuguaglianze globali e le ingiustizie sociali.